# Primitív bővelkedő számok
A számelméletben a primitív bővelkedő számok olyan bővelkedő számok, melyek valódi osztói mind hiányos számok.
Például a 20 primitív bővelkedő szám, mivel:
1. Valódi osztóinak összege 1 + 2 + 4 + 5 + 10 = 22, tehát a 20 bővelkedő szám.
2. Az 1, 2, 4, 5 és 10 valódi osztóinak összege 0, 1, 3, 1, illetve 8, tehát valamennyien hiányos számok.

Az első néhány primitív bővelkedő szám:
20, 70, 88, 104, 272, 304, 368, 464, 550, 572... (A071395 sorozat az OEIS-ben)
A legkisebb páratlan primitív bővelkedő szám a 945.
A definíció egy másik variánsa szerint a primitív bővelkedő szám olyan bővelkedő szám, aminek nincs valódi osztója, ami bővelkedő szám. Ez tehát tökéletes számokat is megenged az osztók között (A091191 sorozat az OEIS-ben). Így kezdődik:
12, 18, 20, 30, 42, 56, 66, 70, 78, 88, 102, 104, 114

## Tulajdonságai
Minden primitív bővelkedő szám egyben bővelkedő szám is.
Minden bővelkedő szám felírható vagy egy primitív bővelkedő szám, vagy egy tökéletes szám többszöröseként.
Minden primitív tökéletes számra igaz, hogy vagy a majdnem tökéletes számok, vagy a furcsa számok közé tartozik.
Végtelen számú primitív bővelkedő szám létezik.
Az n-nél nem nagyobb primitív bővelkedő számok száma {\displaystyle o\left({\frac {n}{\log ^{2}(n)}}\right)\,.}
A primitív bővelkedő számok reciprokösszege véges.

## Fordítás
- Ez a szócikk részben vagy egészben a Primitive abundant number című angol Wikipédia-szócikk ezen változatának fordításán alapul.  Az eredeti cikk szerkesztőit annak laptörténete sorolja fel. Ez a jelzés csupán a megfogalmazás eredetét és a szerzői jogokat jelzi, nem szolgál a cikkben szereplő információk forrásmegjelöléseként.